# Svezia ai XVIII Giochi olimpici invernali
La Svezia partecipò ai XVIII Giochi olimpici invernali, svoltisi a Nagano, Giappone, dal 7 al 22 febbraio 1998, con una delegazione di 99 atleti impegnati in dieci discipline.